# Lorne Greene
Lyon Himan (Lorne) Greene (Ottawa (Ontario), 12 februari 1915 - Santa Monica (Californië), 11 september 1987) was een Canadese radiopresentator, nieuwslezer, zanger en acteur van Joodse komaf.
Greene ging in Canada werken bij de radio, nadat hij was afgestudeerd aan de Queen's University. Zijn typerende stem maakte hem tot een top-nieuwslezer, maar hij ging begin jaren 50 naar Hollywood om acteur te worden. Hij speelde in diverse series en films voor hij doorbrak als patriarch Ben Cartwright in de westernserie Bonanza (1959). Een geheel andere rol speelde hij in de televisieserie Roots, waar hij John Reynolds speelde, een plantage-eigenaar en slavenhouder. Greenes rol in de Battlestar Galactica films en televisieseries bracht hem nog meer roem. In de film Battlestar Galactica: The Second Coming uit 1999, twaalf jaar na zijn dood, verscheen hij als een hologram. Als zanger was zijn grootste hit Ringo.

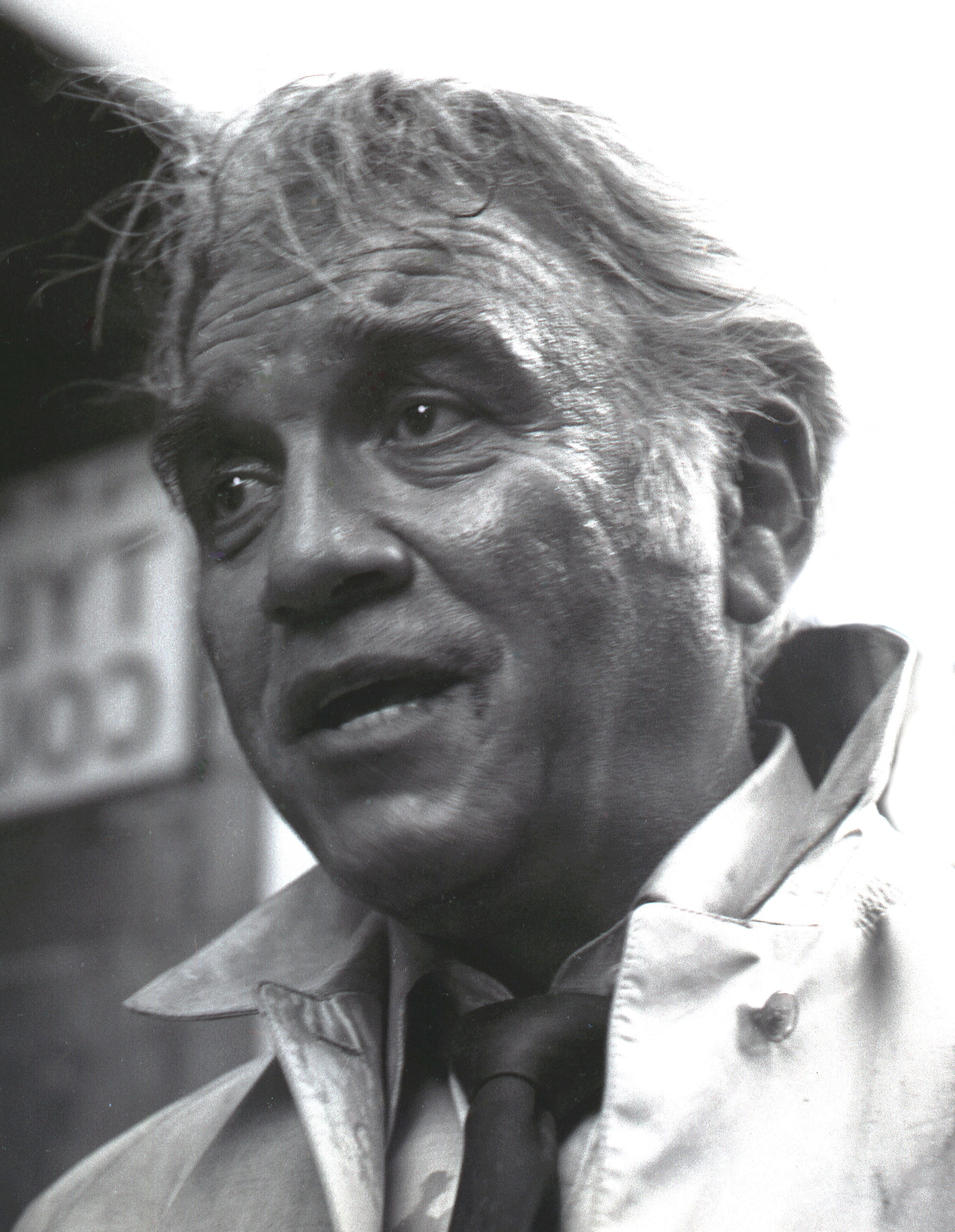
Lorne Greene in 1969

Greene scheidde van zijn vrouw Rita Hands in 1960, na 28 jaar huwelijk. Het jaar daarop trad hij in het huwelijk met Nancy Deale. Zij kregen een dochter, Gillian Greene. In 1987 stierf Lorne Greene op 72-jarige leeftijd ten gevolge van prostaatkanker. Hij is begraven aan de Hillside Memorial Park Cemetery in Culver City.

## Discografie

### Singles
| Single met eventuele hitnotering(en) in de Nederlandse Top 40 | Datum van verschijnen | Datum van binnenkomst | Hoogste positie | Aantal weken | Opmerkingen |
| ------------------------------------------------------------- | --------------------- | --------------------- | --------------- | ------------ | ----------- |
| Ringo                                                         | 1964                  | 02-01-1965            | 20              | 6            |             |

- Biblioteca Nacional de España: XX1507301
- Bibliothèque nationale de France: cb14024939m (data)
- Catàleg d'autoritats de noms i títols de Catalunya: 981058526461206706
- Gemeinsame Normdatei: 134830423
- International Standard Name Identifier: 0000 0001 0784 3498
- Library of Congress Control Number: n80015812
- MusicBrainz: e9d0b534-f1ed-4260-8e95-2b3b191d14c4
- National Archives and Records Administration: 10582136
- Nationale bibliotheek van Australië: 35137896
- Nationale Bibliotheek van Israël: 987007347351305171
- Nationale Bibliotheek van Polen: a0000002705854
- Nederlandse Thesaurus van Auteursnamen: 073925535
- SNAC: w6b86b3f
- Système universitaire de documentation: 181700204
- Trove: 838562
- Virtual International Authority File: 79172961
- WorldCat: E39PBJcC4rqwrx3GFcfTwvbGHC